# 薄明視
薄明視（はくめいし, 英: mesopic vision）とは、明所視と暗所視の組み合わせであり、光量が少ないが完全な暗黒ではない状況で用いられる。

## 明所視 / 暗所視 / 薄明視
ヒトの目の網膜には、光量の高いレベルで働く錐体細胞と、光量の低いレベルで働く高感度の桿体細胞という、2種類の視細胞がある。光量が充分にある状況では、錐体のみが働き、桿体は視覚に寄与しない。このような明るいレベルでの視覚の状態を明所視（めいしょし, 英: photopic vision）と呼び、桿体のみが働く暗いレベルでの視覚の状態を暗所視（あんしょし, 英: scotopic vision）と呼ぶ。明所視と暗所視の中間の、錐体も桿体も働くような光量レベルでの視覚の状態は薄明視と呼ぶ。

## 薄明視
目の桿体細胞のはたらきにより青色に近い波長域で視感度が高くなり、錐体細胞のはたらきにより色覚が可能になる。このため、暗がりでは花などの青みがかった色が鮮明に見えるようになる。
人間の目は0.034 cd/m2以下では完全に暗所視を用い、3.4 cd/m2以上では完全に明所視を用いている。